# Сокіл (спецпідрозділ)
Ві́дділ швидко́го реагув́ання «Со́кіл» — спеціальний підрозділ Управління боротьби з організованою злочинністю (УБОЗ) УМВС областей України, в завдання якого у 1994—2015 роках входило силове забезпечення оперативно-розшукових заходів, що проводилися співробітниками УБОЗ.
Після створення Національної поліції спецпідрозділ був розформований, а бійці, які пройшли переатестацію, були переведені на службу до спецпідрозділу КОРД.

## Історія
«Сокіл» створений 27 березня 1994 р. в системі УБОЗ; залучався до проведення спеціальних заходів ліквідації бандитських формувань, організованих злочинних угрупувань, затримання членів озброєних злочинних груп, звільнення заручників, участі в антитерористичних операціях і для фізичного захисту джерел оперативної інформації.
Комплектувався співробітниками підрозділів міліції, внутрішніх військ МВС, що мали достатню психологічну і фізичну підготовку, високі професійні навички.
На спецоперації бійці «Соколу» вибирали той вид зброї, котрий найбільше пасує для успішного виконання поставленої задачі.
За 2004 — 2009 роки разом з оперативниками УБОЗ «Сокіл» здійснили понад 74 тисяч спецоперацій із силового забезпечення оперативно-пошукових заходів. Серед яких — 15 спецоперацій зі звільнення заручників.
Із допомогою «Соколу» затримані були 9 тисяч злодіїв, понад 250 лідерів організованих злочинних угруповань, із незаконного обігу вилучено понад 1000 одиниць вогнепальної зброї.
На основі вказаного підрозділу спеціального призначення заплановано заснування українського підрозділу на кшталт канадського та американського підрозділу спецризначення «SWAT».

## «Сокіл» і Революція гідності
У лютому 2014-го бійці спецпідрозділу брали участь у подіях Євромайдану. За інформацією одного із учасників Євромайдану Вадима Сизоненка, під час зіткнень на Майдані Незалежності 18 лютого, співробітники «Сокола» застосували проти євромайданівців бойову гранату, в результаті чого загинув Дмитро Максимов. За даними МВС під загострення ситуації в Київ були перекинуті підрозділи «Сокола» із Луганської, Запорізької та Хмельницької областей. 20 лютого, за інформацією тодішнього заступника командира спецпідрозділу Олександра Єршова, у приміщенні Кабінету Міністрів України перебувала снайперська пара «Сокола», однак вогонь по протестувальниках вона не відкривала.

## Російсько-українська війна
29 квітня 2014 року в Донецьку озброєні проросійські бойовики роззброїли п'ятьох бійців запорізького УБОЗу «Сокіл», які забезпечували охорону працівників Генеральної прокуратури України під час вилучення документів в офісі банку «Укрбізнесбанк». У співробітників «Сокола» відібрали 5 автоматів Калашнікова, 4 пістолети «Форт» та боєприпаси.
23 лютого 2015-го троє співробітників спецпідрозділу «Сокіл» з працівником ДАІ в Маріуполі на вулиці Пашковського зупинили автомобіль «ДЕУ» для перевірки, де виявились терористи, які відкрили вогонь. Внаслідок бойового зіткнення старший лейтенант Віталій Мандрик зазнав вогнепального поранення в голову, від якого помер, ще двоє співробітників були поранені. В автомобілі було знайдено сумку з вибухівкою.